# Kognitive Dissonanz
Kognitive Dissonanz bezeichnet in der Psychologie einen als unangenehm empfundenen Gefühlszustand, der dadurch entsteht, dass ein Mensch unvereinbare Kognitionen  (z. B. Wahrnehmungen, Gedanken, Meinungen, Einstellungen, Wünsche oder Absichten) hat.  Kognitionen sind mentale Ereignisse, die mit einer Bewertung verbunden sind. Zwischen diesen Kognitionen können Konflikte („Dissonanzen“ genannt) entstehen.
Leon Festinger (1919–1989) subsumierte 1978 einzelne Wahrnehmungen, Informationen, Bedürfnisse, Vermutungen, Meinungen usw. unter der Kategorie kognitive Elemente. Diese sind die Grundbausteine, aus denen sich die Gedächtnisinhalte des Menschen zusammensetzen. Wenn zwei kognitive Elemente zueinander im Widerspruch stehen, sodass das eine in gewisser Hinsicht das Gegenteil des anderen ausdrückt, entsteht Dissonanz. Ein konsonanter Zustand besteht hingegen, wenn keine Gegensätze vorliegen. Dissonante Zustände werden als unangenehm empfunden und erzeugen innere Spannungen, die nach Überwindung drängen. Oder anders formuliert: Der Mensch befindet sich im Ungleichgewicht und ist bestrebt, wieder einen konsistenten Zustand – ein Gleichgewicht – zu erreichen.

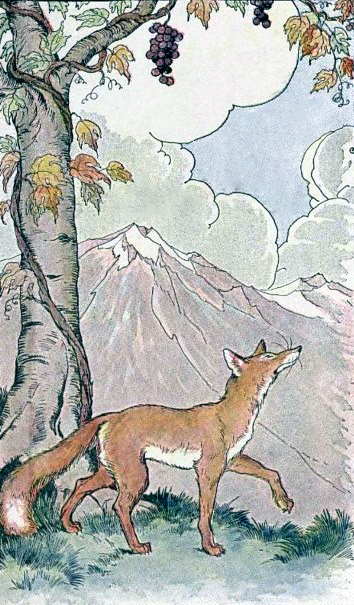
Der Fuchs und die Trauben: Der Fuchs verspürt den Wunsch nach süßen Trauben. Zugleich bemerkt er ihre Unerreichbarkeit. Die Dissonanz löst er mit der Überzeugung, die Trauben seien ohnehin sauer.

## Definition/Hintergrund

Vereinfachtes Modell der kognitiven Dissonanz

Kognitive Dissonanz tritt unter anderem auf:
- wenn man eine Entscheidung getroffen hat, obwohl die Alternativen ebenfalls attraktiv waren;
- wenn man eine Entscheidung getroffen hat, die sich anschließend als Fehlentscheidung erweist;
- wenn man erkennt, dass eine begonnene Sache anstrengender oder unangenehmer wird als erwartet;
- wenn man große Anstrengungen auf sich genommen hat, nur um dann festzustellen, dass das Ergebnis den Erwartungen nicht gerecht wird;
- wenn man sich konträr zu seinen Überzeugungen verhält, ohne dass es dafür eine externe Rechtfertigung (Nutzen/Belohnung oder Kosten/Bestrafung) gibt.

Ist die Dissonanz stark genug, kann ihre Bekämpfung eine dauerhafte Änderung von Einstellungen und Verhaltensweisen (Handeln) herbeiführen. Starke Dissonanz entsteht insbesondere bei einer Gefährdung des stabilen, positiven Selbstkonzepts, wenn also jemand Informationen bekommt, die ihn als dumm, unmoralisch oder irrational dastehen lassen. In der Alltagssprache werden solche Momente als peinliche Momente bezeichnet. Kognitive Dissonanz motiviert Personen, die entsprechenden Kognitionen miteinander vereinbar zu machen, wobei unterschiedliche Strategien benutzt werden, wie beispielsweise Verhaltensänderungen oder Einstellungsänderungen. Falls nötig, werden die eigenen Überzeugungen und Werte geändert, was über temporäre Rationalisierungen weit hinausgeht. Der Begriff wurde 1957 von Leon Festinger geprägt, der sowohl die Entstehung als auch die Auflösung von kognitiver Dissonanz theoretisch formulierte. Seither wurde die zugrundeliegende Theorie in mehreren hundert Experimenten bestätigt. Sein Schüler Elliot Aronson entwickelte die Theorie substanziell weiter und untermauerte sie empirisch.

## Ablauf

### Dissonanzentstehung
Vier Schritte müssen durchlaufen werden, damit kognitive Dissonanz entsteht:
1. Verhalten und Einstellung werden als widersprüchlich empfunden;
2. Das Verhalten geschah freiwillig;
3. Physische Erregung tritt ein;
4. Das Verhalten wird für die Erregung verantwortlich gemacht.[5]

Des Kaisers neue Kleider (Skulptur in Odense)

Dissonanz entsteht, wenn eine Person das Gefühl hat, inkompetent oder unmoralisch gehandelt zu haben, wenn ein Verhalten negative Konsequenzen für sich selbst oder andere hervorruft (Des Kaisers neue Kleider) oder wenn zwei oder mehrere Gedanken das Verhalten oder Handlungen blockieren (Harmon-Jones’ action-based model of dissonance).

### Dissonanzauflösung bzw. -reduktion
Kognitive Dissonanz erzeugt in den betroffenen Menschen eine Motivation, die entstandene Dissonanz zu reduzieren. Nach Leon Festinger gibt es drei verschiedene Arten, die kognitive Dissonanz aufzulösen:
- Addition neuer konsonanter Kognitionen;
- Subtraktion dissonanter Kognitionen (Ignorieren, Verdrängen, Vergessen);
- Ersetzung von Kognitionen: Subtraktion dissonanter bei gleichzeitiger Addition konsonanter Kognitionen.

Da Dissonanz als unangenehm empfunden wird, versuchen Personen, die Kognitionen in Einklang zu bringen (sie in eine „konsonante“ Beziehung zu bringen), um den negativen Gefühlszustand zu beenden. Die Dissonanzauflösung (auch Dissonanzreduktion genannt) kann an jedem der vier Entstehungsschritte ansetzen:
1. Das zugrundeliegende Problem wird gelöst. Häufig ist es dabei notwendig, den Blickwinkel zu ändern, um neue Lösungswege zu erkennen. Mit der Lösung verschwindet auch die Dissonanz.
2. Wünsche, Absichten oder Einstellungen werden aufgegeben (Der Fuchs und die Trauben) oder auf ein erreichbares und somit konfliktärmeres Maß gebracht.
3. Die physische Erregung wird gedämpft, z. B. durch Sport, durch ausgleichende Aktivitäten, durch Ruhe, Vermeidung von vermeidbarem Stress, durch Meditation, aber auch durch den Konsum von Alkohol[7], Beruhigungsmitteln, Tabak oder anderen Drogen.

Auch Scheinlösungen, Illusionen und Ausreden können Spannungen reduzieren:
1. Die Erregung wird auf andere Ursachen zurückgeführt („Die Scheinheiligkeit der Leute nervt mich“);[8]
2. Der Widerspruch zwischen Verhalten und Einstellung wird heruntergespielt („So schlimm ist mein Verhalten nun auch wieder nicht“);
3. Das Verhalten wird als erzwungen dargestellt („Ich musste so handeln“);
4. Nichtwahrnehmen, Leugnen oder Abwerten von Informationen;
5. Selektive Beschaffung und Interpretation von dissonanzreduzierenden Informationen.

Entweder wird das Verhalten geändert, sodass es zur Überzeugung passt, oder die Überzeugung wird geändert, sodass sie zum Verhalten passt, oder weitere Überlegungen werden als Rechtfertigung hinzugezogen (zum Beispiel „Diese Prüfung war so wichtig, dass Schummeln ausnahmsweise in Ordnung war.“) In der Regel ist eine der Kognitionen veränderungsresistenter als andere, weshalb meistens diejenige Kognition geändert wird, die am leichtesten zu ändern ist. Wenn die Handlung bereits geschehen ist, kann nur die Einstellung geändert werden.
Wenn beispielsweise Raucher mit Informationen über die schädlichen Folgen ihres Zigarettenkonsums konfrontiert werden, können sie Dissonanz vermeiden, indem sie diesen Informationen deutlich weniger Aufmerksamkeit schenken als Nichtraucher. Eine andere Strategie zur Dissonanzreduktion ist die Herbeiziehung weiterer Kognitionen, zum Beispiel der Verweis auf Raucher, die alt geworden sind.
Bei der Dissonanzauflösung unterscheidet man zwischen direkten und indirekten Strategien. Direkte Strategien beziehen sich auf die Auflösung der für die Dissonanz verantwortlichen Diskrepanz zwischen Verhalten und Einstellung, d. h. Personen ändern ihr Verhalten, um es mit ihren Einstellungen in Einklang zu bringen, oder ändern ihre Einstellung bezüglich ihres Verhaltens. Indirekt lässt sich Dissonanz auch durch Betonung guter Eigenschaften oder Fähigkeiten in anderen Bereichen kompensieren, zum Beispiel würde man, falls man sich inkompetent verhalten hat und dies Dissonanz erzeugt, nach anderen Verhaltensbereichen suchen, in denen man kompetenter ist. Diese indirekte Strategie beschreibt die „Selbstbestätigungstheorie“ (engl. self-affirmation theory, C. M. Steele, 1988). Die Kriminologie bezeichnet Strategien, mit denen Täter ihre Verbrechen rechtfertigen, als Neutralisierung.

### Dissonanzvorbeugung
Steht ein Ereignis bevor, das eventuell das stabile, positive Selbstbild bedroht, beispielsweise eine Prüfung, legen sich Menschen für diesen Fall oft Ausreden zurecht. Häufig sind dies körperliche Symptome, negative Erfahrungen oder ungünstige Stimmungen (z. B. Prüfungsangst, Schüchternheit, „nicht gut drauf“ sein). Dies kann sogar so weit gehen, sein Verhalten so zu verändern, dass dieses dann als Ausrede herhalten kann, das sogenannte Self-handicapping, zum Beispiel vor einer Prüfung nicht zu schlafen. Problematisch daran ist, dass eine solche Voraus-Rechtfertigung als selbsterfüllende Prophezeiung wirken kann, also den peinlichen Moment vielleicht erst herbeiführt. Self-handicapping dient gleichzeitig dazu, sich gegenüber Mitmenschen zu rechtfertigen, siehe Impression-Management.

## Geschichte
Leon Festinger, der gemeinsam mit Stanley Schachter und Henry W. Riecken zum Schein Sektenmitglied war, entwickelte auf Basis dieses Geschehens die Theorie der kognitiven Dissonanz: Nach der persönlichen Überzeugung der Sektenanhänger hätte die Welt in der Flut versinken müssen. Da dies nicht eintrat, sei es zu einer kognitiven Dissonanz zwischen der Erwartung und der Erfahrung der Wirklichkeit gekommen. Um diesen Konflikt aufzulösen, habe es nur zwei Möglichkeiten gegeben: Die eigene Meinung ändern oder die Meinung aller anderen. Für die Anhänger der UFO-Sekte sei nur die zweite Möglichkeit in Betracht gekommen, ergo hätten sie ab da versucht, alle anderen von ihrem Glauben zu überzeugen.
Festinger veröffentlichte seine Theorie 1957 in seinem Buch A Theory of Cognitive Dissonance (deutscher Titel: „Theorie der kognitiven Dissonanz“, s. u. Literatur).

### Festingers Theorie
Kognitive Elemente können in relevanter Beziehung zueinander stehen oder irrelevant füreinander sein. Für das Entstehen von Dissonanz sind nur relevante Relationen bedeutend.
Grundlage von Festingers Theorie sind folgende Hypothesen:
- Das Vorhandensein von Dissonanz wird als unangenehmer Spannungszustand erlebt und übt auf den Menschen Druck aus, diesen zu beseitigen oder zu reduzieren. Die Stärke des Drucks zur Dissonanzreduktion ergibt sich aus der Stärke der Dissonanz.
- Die Dissonanz zwischen zwei kognitiven Elementen kann nicht größer sein, als notwendig ist, um das weniger widerstandsfähige der beiden Elemente zu ändern. Der Grund ist, dass sich zum Zeitpunkt größtmöglicher Dissonanz das weniger widerstandsfähige Element ändern würde – die Dissonanz wäre somit beseitigt.

Das bedeutet, dass Menschen konsonante Kognitionen als angenehm empfinden und daher aktiv suchen. Daher versuchen Menschen u. a., dissonante Informationen zu vermeiden (Seeking-and-Avoiding-Hypothese). Die Folge des geschilderten Verhaltens ist die selektive Wahrnehmung von Informationen, also beispielsweise von dargebotenen Medieninhalten. Menschen neigen dazu, einmal getroffene Entscheidungen zunächst beizubehalten oder zu rechtfertigen (s. Bestätigungsfehler). Deshalb werden alle neuen Informationen, die zu der getroffenen Entscheidung in Widerspruch stehen, tendenziell abgewertet, während alle konsonanten Informationen tendenziell aufgewertet werden. Erst wenn die durch die Dissonanz erzeugte innere Spannung zu groß wird, also die individuelle Toleranzschwelle überschreitet, ändert das Individuum die getroffene Entscheidung, um so Erfahrung und Entscheidung wieder zur Konsonanz zu bringen. Je toleranter und veränderungsbereiter ein Mensch ist, desto geringer seien die durch neue Informationen erzeugten Spannungen (d. h. die empfundene Dissonanz).
Festinger nennt vier Anwendungsbereiche der Dissonanztheorie, auf welche sich ein Großteil der empirischen Forschung bezieht:
- Dissonanz vor und nach Entscheidungen (pre-/post decisional dissonance);
- Dissonanz nach einstellungsdiskrepantem Verhalten (forced compliance Paradigma);
- Dissonanz und selektive Informationssuche (selective exposure);
- Dissonanz und soziale Unterstützung (social support).

### Forced-compliance-Paradigma
Forced compliance bzw. Induced compliance bezeichnet eine forcierte Zustimmung/herbeigeführte Einwilligung/Manipulation und basiert auf einer Untersuchung von Leon Festinger und Merrill Carlsmith aus dem Jahr 1959.
Das Experiment beruht auf der Annahme, dass Personen Dissonanz empfinden, wenn sie ein Verhalten zeigen, das nicht mit ihrer Einstellung übereinstimmt. In ihrem Experiment ließen Festinger und Carlsmith zwei Experimentalgruppen eine extrem langweilige Tätigkeit durchführen. Anschließend wurden die Probanden beider Gruppen gebeten, ihre Tätigkeit nachfolgenden Versuchspersonen als äußerst interessant und spannend zu „verkaufen“. Die Probanden der ersten Gruppe erhielten für die positive Darstellung des Experiments nur eine geringe Bezahlung (einen Dollar), die der zweiten Gruppe erhielten hingegen 20 Dollar. Außerdem gab es jeweils eine Kontrollgruppe, die anschließend niemanden überreden musste und auch nicht belohnt wurde. Anschließend wurden die Probanden befragt, wie attraktiv sie die ausgeführte Tätigkeit einschätzten.
Die erste Gruppe (ein Dollar) bewertete die Aufgabe als viel attraktiver als die zweite Gruppe und die Kontrollgruppe. Der Theorie der kognitiven Dissonanz zufolge lässt sich das Verhalten folgendermaßen erklären: Die Versuchspersonen der ersten Gruppe mussten lügen, um die Tätigkeit als spannend darstellen zu können. Dabei entstand eine kognitive Dissonanz. Um diese auszugleichen, bewerteten sie die Aufgabe im Nachhinein als attraktiver. Die Versuchspersonen aus der 20-Dollar-Gruppe hatten eine externe Rechtfertigung für ihre Lüge (die 20 Dollar als Belohnung), sodass sie ihr Verhalten nicht im Widerspruch zu ihrer negativen Einstellung zum Experiment erlebten, also keine Dissonanz verspürten.

### Alternative Theorien
Die Dissonanztheorie gilt als populärste Theorie aus der Gruppe der Konsistenztheorien. Zu dieser gehören neben der Dissonanztheorie:
- Die Balancetheorie von Fritz Heider;
- Die Weiterentwicklung der Balancetheorie durch Newcomb;
- Die Kongruitätstheorie von Osgood und Tannenbaum.

Trotz erheblicher Differenzierung und empirischer Variationsbreite beruhen alle Theorien auf den gleichen Grundannahmen.
Grundannahmen im Konsonanzmodell: Die durch Erfahrung entstandenen, komplexen Vorstellungen des Menschen (kognitive Landkarten) zu einzelnen Themen, die sich hierarchisiert aus Werten, Einstellungen und Meinungen zusammensetzen, streben nach Konsonanz (d. h. Ausgleich, Harmonie und Übereinstimmung). Die selektive Aufnahme von Informationen folgt in erster Linie der Verstärkung bestehender Einstellungen. Ausgewählt, verarbeitet und erinnert werden konsonante, passende Informationen, die problemlos in bestehende Landkarten eingebaut werden können. Unpassende (inkongruente, dissonante) Informationen werden gemieden, ignoriert, vergessen oder kongruent umgedeutet (Rechtfertigungen), um Widersprüche zu vermeiden. Falls Inkonsistenzen zwischen verschiedenen Elementen kognitiv nicht zu überbrücken sind, bricht die Landkarte an der schwächsten Stelle (d. h. die Kognition, die sich am leichtesten verändern lässt, wird neu in Richtung auf Kongruenz geordnet). Findet auf der emotionalen und persönlich-sozialen Ebene eine Veränderung oder Verunsicherung statt, werden neue (passende, kongruente) Informationen gesucht. Widersprüche zwischen Kognition und Emotion können balanciert werden durch Verdrängung, Sublimierung und Umdeutung.

## Anwendungsgebiete

### Marketing
Das Konzept der kognitiven Dissonanz spielt auch im Marketing und in der Verkaufspsychologie eine Rolle, besonders beim Vertrieb von Konsumgütern. Da kognitive Dissonanzen von Menschen als unangenehm empfunden werden, versuchen sie die positiven Aspekte eines Produktes zu verstärken, während negative Teile verdrängt werden. Dazu kommt, dass Konsumenten Informationen vor Kaufentscheidungen sehr selektiv wahrnehmen. Dadurch entstehen kognitive Dissonanzen, die beim Konsumenten eine Diskrepanz zwischen dem erwarteten und dem tatsächlichen Nutzen des Produktes verursachen. In Konsumwahlexperimenten wurde bestätigt, dass im Nachkaufverhalten eine kognitive Umbewertung des gekauften Produktes stattfindet, um die Dissonanz zu reduzieren. Beispiel: „Mein neues Auto hat noch mehr Vorzüge, als ich dachte.“
Im Marketing können folgende kognitive Dissonanzen auftreten:
1. Verhalten und Einstellung werden als widersprüchlich empfunden;
2. Einstellung gegenüber verschiedenen Objekten jedoch gleichen Sachverhalts werden als widersprüchlich empfunden;
3. Verschiedene Kognitionen werden als widersprüchlich empfunden;
4. Kognition und Emotion werden als widersprüchlich empfunden.

#### Ursachen und Auswirkungen
- Nachträgliches Bedauern der Kaufentscheidung (Kaufreue);
- Neue Informationen über das gewählte Produkt;
- Neue Informationen über Konkurrenzprodukte;
- Ausbleiben der Sozialen Unterstützung;
- Neue Informationen durch bessere Informationsquellen.

Kognitive Dissonanzen treten dabei umso eher auf,
- Je wichtiger die Entscheidung ist;
- Je ähnlicher sich die Alternativen sind;
- Je vorhersehbarer die Entscheidungskonsequenzen erscheinen;
- Je dringlicher der Entschluss ist;
- Je niedriger der Informationsgrad des Entscheidungsträgers ist;
- Je stärker das Kaufmuster vom bisherigen Verhalten abweicht;
- Je teurer ein Produkt ist.

Die Auflösung kognitiver Dissonanzen zur Erlangung eines mental angenehmen Zustandes ist ein wesentliches Element des psychologischen Egoismus.

#### Verkaufstechniken
Low-Ball-TaktikZuerst ein günstiges Angebot machen und dann Zusatzkosten berechnen. Der Käufer willigt im Normalfall ein, um nicht gegen seine eigene Kaufentscheidung zu handeln. Dieses Prinzip wenden sehr viele Unternehmen an, z. B. Reiseflugportale (Aufpreise für Gepäck, Sitzplatzwahl etc.) oder Automobilverkäufer (Zusatzversicherungen, Reifensätze, Entertainment-Upgrades etc.).
Foot-in-the-door-TechnikNach dem Kauf passende Zusatzartikel anbieten, die die meisten Kunden kaufen, um konsistentes Verhalten zu zeigen.
Es gibt hierbei sehr viele Verkaufstechniken, die je nach Anwender bzw. Verkäufer unterschiedlich genutzt werden, um letztlich mehr Umsatz zu generieren. Alle Techniken gehen dabei auf nachgewiesene psychologische Denk- und Wahrnehmungsfehler zurück, die menschliche Entscheidungen beeinflussen. Im Marketing macht man sich diese zu Nutze. Nachfolgend sind einige bekannte Effekte zur kognitiven Verzerrung beschrieben:
- Anker-Effekt; Beispiel: Verkäufer bzw. Marketer setzt bewusst einen sehr hohen Verkaufspreis, „ankert“ vor dem tatsächlichen Verkaufspreis andere hohe Zahlen (siehe hierzu auch Priming).
- Halo-Effekt; Beispiel: Neue bzw. potenzielle Kunden werden beim ersten Gespräch besonders nett und großzügig empfangen, unbewusst stellt sich die Denkweise ein, dass das gesamte Unternehmen einem positiv erscheint bzw. Kunden lange diesen ersten Eindruck in Erinnerung halten, selbst wenn der Kunden-Support anschließend weniger zufriedenstellend ist.
- Bandwagon-Effekt (auch Mitläufer-Effekt genannt); Dieser Effekt basiert auf dem Prinzip der sozialen Bewährtheit von Psychologe Robert B. Cialdini. Es geht darauf zurück, dass Menschen unbewusst oft Entscheidungen treffen, die andere bereits gewählt haben. Bekannte Beispiele sind Hinweise, welche Produkte andere Benutzer ebenfalls gekauft haben oder Testimonials auf Websites, siehe hierzu auch Influencer-Marketing.
- Decoy-Effekt (auch Täuschungseffekt); Durch das Hinzufügen einer weiteren (Produkt-)Alternative soll der potentielle Käufer das vom Verkäufer favorisierte Produkt mit der höheren Marge wählen. Das künstlich in den Verkaufsprozess hinzugefügte Produkt dient als „Köder“ (engl. decoy) und hat allein den Zweck, den Absatz von Produkt A zu steigern.
- Endowment-Effekt (auch Besitztums-Effekt genannt) ist ein beliebtes Mittel, um potenzielle Käufer bereits vor dem eigentlichen Kauf emotional mit dem Produkt zu verbinden. Die Klassiker sind hierbei Probefahrten oder eine kostenfreie Testphase bzw. Probemonat bei Abonnements.[19][20]

### Pädagogik
Das Auflösen kognitiver Dissonanz durch Selbstüberredung kann dauerhafte Änderungen der Einstellungen und des Verhaltens bewirken. Selbstüberredung ist dann erforderlich, wenn für das eigene Verhalten keine befriedigende externe Rechtfertigung wie Belohnung oder Strafe vorhanden ist. Je kleiner die Belohnung oder Strafe, umso wirksamer ist sie. Große Belohnungen und Strafen führen lediglich zu kurzfristigen Verhaltensänderungen.
Siehe auch Instrumentelle und operante Konditionierung.

#### Unzureichende Belohnung
Im Jahr 1962 gab es auch an der Yale University häufige, zum Teil brutale, Polizeieinsätze gegen Studenten, die gegen die Vietnampolitik protestierten. Der Sozialpsychologe Arthur R. Cohen bot Studenten verschieden große Geldbeträge an, wenn sie engagierte Stellungnahmen für die Polizeieinsätze verfassten. Anschließend waren diejenigen Studenten mit der geringsten extrinsischen Belohnung am positivsten zu den Polizeieinsätzen eingestellt.
Zu Aronsons erfolgreicher Methode, mit Hilfe von unzureichender Belohnung Vorurteile abzubauen, siehe Gruppenpuzzle.

#### Unzureichende Bestrafung
In einem Experiment mit Vorschulkindern wurden diese zunächst aufgefordert, Spielsachen zu nennen, mit denen sie am liebsten spielen würden. Dann verbot der Versuchsleiter, mit einem der attraktivsten zu spielen und verließ den Raum. Er beobachtete, dass alle Kinder das Verbot beachteten. Anschließend wurden die Spielsachen erneut bewertet. Für die Kinder, denen eine harte Strafe angedroht worden war, hatte das verbotene Spielzeug nach wie vor dieselbe Attraktivität; ihr Verhalten war ausreichend extrinsisch motiviert. Diejenigen Kinder, denen nur eine milde Strafe angedroht worden war, erlebten kognitive Dissonanz und änderten zu ihrer Reduktion ihre Überzeugung: bei der zweiten Befragung stuften sie das verbotene Spielzeug als weniger begehrenswert ein (Aronson und Carlsmith, 1963). Auch mehrere Wochen nach diesem Experiment hielt die Wirkung der milden Strafandrohung an: Diese Kinder spielten nach wie vor viel weniger mit dem einst so begehrten Spielzeug (Freedman, 1965).

### Psychotherapie
Für eine Änderung problematischen Verhaltens (z. B. bei Alkohol- oder Substanzmissbrauch) sind Motivation und Mut notwendig. Patienten mit affektiven Störungen zeigen oft eine gewisse Ambivalenz bezüglich der Änderung der Verhaltensweisen, die mit der jeweiligen Psychopathologie assoziiert sind. Bei psychischen Störungen wie beispielsweise der Depression gehört es zum Krankheitsbild, dass es den Personen schwerfällt, Entscheidungen zu treffen. Patienten mit generalisierter Angststörung finden es zwar belastend, sich permanent zu sorgen, nehmen das Besorgtsein aber auch als eine Möglichkeit der Kontrolle über ihre Angst wahr. Durch motivierende Gesprächsführung kann der Patient ermutigt werden, seine Ambivalenz aufzulösen, indem er sich für ein funktionaleres Verhalten entscheidet. Ein Ansatz in der kognitiven Verhaltenstherapie ist, eine kognitive Dissonanz zwischen der derzeitigen Situation des Patienten und der von ihm erwünschten Situation zu erzeugen. Wer erkennt, dass sein Verhalten im Widerspruch zu wichtigen persönlichen Zielen oder Werten steht, ist eher für Verhaltensänderungen offen.

#### Kognitive Umstrukturierung
Normalerweise verhalten sich Menschen so, wie es ihren Überzeugungen entspricht. Wenn unsere Überzeugungen und unser Verhalten nicht im Einklang stehen, geraten wir in einen unangenehmen psychischen Spannungszustand, der sich auflösen lässt, indem wir entweder unsere Überzeugungen oder unser Verhalten ändern. Überwiegen Häufigkeit und Relevanz dissonanter Kognitionen gegenüber der Häufigkeit und Relevanz konsonanter Kognitionen, werden wir wahrscheinlich unser Verhalten ändern.
Siehe auch 7-Phasen-Modell der Selbstmanagement-Therapie, Transtheoretisches Modell.

## Beispiele

### Konsequenzen von Taten
Je nachdem, ob Mitmenschen freundlich oder unfreundlich behandelt werden, ändert sich die Einstellung zu ihnen. Wenn wir jemandem nicht helfen oder sogar schaden, wird das Opfer von uns abgewertet (vgl. Opfer-Abwertung und Entmenschlichung). Eine freundliche Handlung macht unsere Einstellung freundlicher, was weitere freundliche Handlungen wahrscheinlicher macht; für unfreundliche Handlungen gilt dasselbe: ein Rückkopplungsprozess wird in Gang gesetzt.

#### Benjamin-Franklin-Effekt
Wenn wir jemanden erfolgreich bitten, uns einen Gefallen zu tun, werden wir ihm dadurch sympathischer. Diesen Effekt nannte bereits Benjamin Franklin eine „alte Maxime“. Wenn wir jemandem helfen, wird uns der Hilfeempfänger sympathischer. Franklins Vermutung wurde wissenschaftlich bestätigt (Jecker & Landy, 1969): Nachdem die Versuchspersonen in einem Scheinexperiment einen ansehnlichen Geldbetrag gewonnen hatten, wurde ein Drittel von ihnen um Rückgabe des Geldes gebeten, wobei der Versuchsleiter sagte, sie täten ihm damit einen persönlichen Gefallen. Ein Drittel der Gruppe wurde von der Sekretärin gefragt, ob sie das Geld dem Forschungsetat des Instituts spenden wollten. Das letzte Drittel, die Kontrollgruppe, wurde nicht um Rückgabe gebeten. Anschließend bewerteten alle Versuchspersonen den Versuchsleiter, wobei er bei der ersten Gruppe signifikant besser abschnitt als bei den beiden anderen.

#### Opfer-Abwertung
Dass wehrlose Opfer von den Tätern stark abgewertet werden, ist ein universelles Phänomen, das mit Dissonanzreduktion erklärbar ist. Um nur wenige Beispiele zu nennen: Opfer des Holocaust („Untermenschen“), zivile Kriegsopfer („Polacken, Froschfresser, Inselaffen“), Opfer häuslicher Gewalt („Schlampen, Blagen, Schlappschwänze“), Opfer von Rassismus („Kanaken“), Opfer von Diskriminierung aus Tradition („Es sind doch nur Sklaven/Frauen“). Diese Abwertungen treten nicht auf, wenn die Opfer die Gelegenheit haben, eine Kompensation zu bekommen. Vergewaltigungsopfer werden oft abgewertet, indem nach Schein-Rechtfertigungen in ihrem Verhalten oder Erscheinungsbild gesucht wird.

#### Fleisch-Paradoxon
Das Fleisch-Paradoxon ist ein zentrales Merkmal für die Spannung zwischen dem Wunsch der meisten Menschen, Tieren nicht zu schaden, und der Entscheidung für eine Ernährungsweise, die Tieren Schaden zufügt. Psychologen gehen davon aus, dass dieser Konflikt zwischen Wertvorstellungen und Verhalten zu kognitiver Dissonanz führt, welche Fleischesser auf verschiedene Weisen versuchen abzuschwächen. So stellten etwa Bastian Brock et al. fest, dass Fleischesser sich die Praxis des Fleischessens erleichtern, indem sie den Tieren, die sie essen, nur im geringen Maß Intelligenz, emotionales Erleben und einen moralischen Wert zusprechen. Psychologen behaupten, dass Fleischesser die kognitive Dissonanz reduzieren, indem sie ihre Wahrnehmung von Tieren als bewusste, schmerzempfindliche und leidensfähige Lebewesen minimieren, vor allem bezüglich der Tiere, die sie als Nahrungsmittel betrachten. Dies ist eine psychologisch wirksame Strategie, denn Organismen, denen ein geringeres Schmerzempfinden zugeschrieben wird, gelten demzufolge auch als moralisch weniger schützenswert und ihre Nutzung als Nahrungsmittel wird stärker akzeptiert. Das Fleisch-Paradoxon spielt eine bedeutende Rolle im Kontext des Veganismus. Veganer setzen das Wohl der Tiere über den Genuss und lösen das Paradoxon auf diese Weise. 

### Weitere Beispiele
- In Äsops Fabel Der Fuchs und die Trauben möchte der Fuchs Trauben fressen, ist jedoch unfähig, sie zu erreichen. Statt sich sein Versagen einzugestehen, wertet er die Trauben ab als „zu sauer und nicht der Mühe wert“.
- Nachdem die Wette platziert ist, rechnen Wettende mit höheren Gewinnchancen als vor dem Bezahlen (Knox und Inkster, 1968).[37]
- Corey (1937) fand eine große Diskrepanz zwischen Überzeugung und Verhalten bei der Frage des Schummelns bei Prüfungen. Es gab keine Korrelation zwischen der Stärke, mit der seine Versuchspersonen das Schummeln verurteilten, und ihrem tatsächlichen Schummelverhalten.[38]
- Dieselbe Tätigkeit wird positiver bewertet, wenn sie auf Aufforderung eines unfreundlichen Menschen geschieht, als wenn sie einem freundlichen Menschen zuliebe getan wird (Zimbardo et al., 1965). Im ersten Fall fehlt die externe Rechtfertigung: „Ich tue es, aber nicht der unfreundlichen Person zuliebe, also muss die Tätigkeit attraktiv sein“.[39]
- Die kognitive Dissonanz, die bei Ablehnung einer Bewerbung empfunden wird, sei es beim Flirten oder auf Jobsuche, kann durch Abwertung des Ablehnenden gemildert werden.
- Die kognitive Dissonanz, die durch das Erkennen einer besonderen Leistung gegenüber der Einstellung zu einer Person empfunden wird, wird dadurch gemildert, dass die Leistung als solche abgewertet und zu nichts Besonderem erklärt wird.